# Cuq (Tarn)
Cuq (okzitanisch: Cuc) ist eine französische Gemeinde mit 488 Einwohnern (Stand: 1. Januar 2022) im Département Tarn in der Region Okzitanien. Die Gemeinde gehört zum Arrondissement Castres und zum Kanton Plaine de l’Agoût (bis 2015: Kanton Vielmur-sur-Agout).

## Geografie
Cuq liegt etwa 50 Kilometer östlich von Toulouse und etwa zwölf Kilometer westnordwestlich von Castres. Das Gemeindegebiet wird vom Flüsschen Bagas durchquert. Umgeben wird Cuq von den Nachbargemeinden Puycalvel im Norden, Lautrec im Norden und Nordosten, Jonquières im Osten, Vielmur-sur-Agout im Süden, Guitalens-L’Albarède im Südwesten sowie Serviès im Westen.

## Bevölkerungsentwicklung
| Jahr                      | 1962 | 1968 | 1975 | 1982 | 1990 | 1999 | 2006 | 2013 |
| Einwohner                 | 373  | 322  | 325  | 386  | 414  | 436  | 465  | 489  |
| Quelle: Cassini und INSEE |      |      |      |      |      |      |      |      |